# Omina
Los omina (en latín, su singular es ōmen), en la religión de la Antigua Roma, son signos que se muestran como presagios para interpretar el futuro. Estaban considerados menos importantes que los prodigios pero eran muy importantes para las personas que los oían o veían.
Los omina podían ser buenos o malos. A diferencia de los prodigios, los malos omina nunca fueron expiados por ritos públicos, pero podían ser reinterpretados, redirigidos o, de algún modo, evitados. En algún momento alrededor del 282 a. C., un insulto diplomático formalmente "aceptado como omen" se volvió contra Tarentum y ayudó a justificar su conquista. Un trueno costó a Marco Claudio Marcelo que tuviera que renunciar a su consulado (215 a. C.) y a partir de entonces viajó en una litera cerrada cuando llevaba entre manos un asunto importante, para evitar la visión de posibles malos omina que podiesen afectar sus planes.
Los malos omina podían ser más activamente tratados mediante fórmulas de refrendo o recitadas. Antes de su campaña contra Perseo de Macedonia, se le dijo al cónsul Lucio Emilio Paulo Macedónico que habían oído hablar de la muerte de Perseo al perrito de su hija. Él lo interpretó como una señal favorable y derrotó al rey Perseo en la batalla de Pidna (168 a. C.).
Algunos, evidentemente, tomaron los omina muy en serio. Otros no, o bien fallaron en evitar los malos omina, y pagaron el precio más alto. En el 217 a. C., el cónsul Cayo Flaminio "ignoró la caída de su caballo, las señales de las gallinas y otros omina, antes de su desastre en el lago Trasimeno". Marco Licinio Craso se embarcó para Siria a pesar de los gritos de mal agüero de un vendedor de higos que pregonaba: "¡Cauneas!" ("¡Higos de Cauno!"), que podía entenderse como "¡Cave ne eas!" ("¡Cuidado, no vayas!"). Y murió en la campaña. 
Cicerón vio a estos sucesos como una mera coincidencia, como supersticiones y pensaba que sólo los crédulos podían pensar que fueran de mal agüero, aunque en su tiempo, circulaban historias entre los políticos, militares y sus partidarios con omina que trataban de sus nacimientos y carreras.
Se podían distinguir varios grupos de omina, en función del objetivo principal, como puede ser el caso de los omina mortis, omina triumphalia u omina imperii. En los relatos ominales se daba gran importancia a los sueños premonitorios de las embarazadas y sus familiares directos y al lugar de nacimiento. También se tenían en consideración la magia por contacto o el carácter negativo de la caída de objetos o la extracción de dientes.
En la antigüedad también se mostraba interés por los signos del cielo, sobre todo por los fenómenos predecibles como los eclipses o las conjunciones planetarias. Los omina más antiguos conocidos pueden encontrarse en las tablas babilónicas de Enuma anu enlil (ca. 1800 a. C.) con un gran número de observaciones de astronomía de posición, en primer lugar, el canon del eclipse lunar.